# 西村山広域行政事務組合
西村山広域行政事務組合（にしむらやまこういきぎょうせいじむくみあい）は、山形県寒河江市、西村山郡河北町、西川町、大江町、朝日町が構成する一部事務組合である。

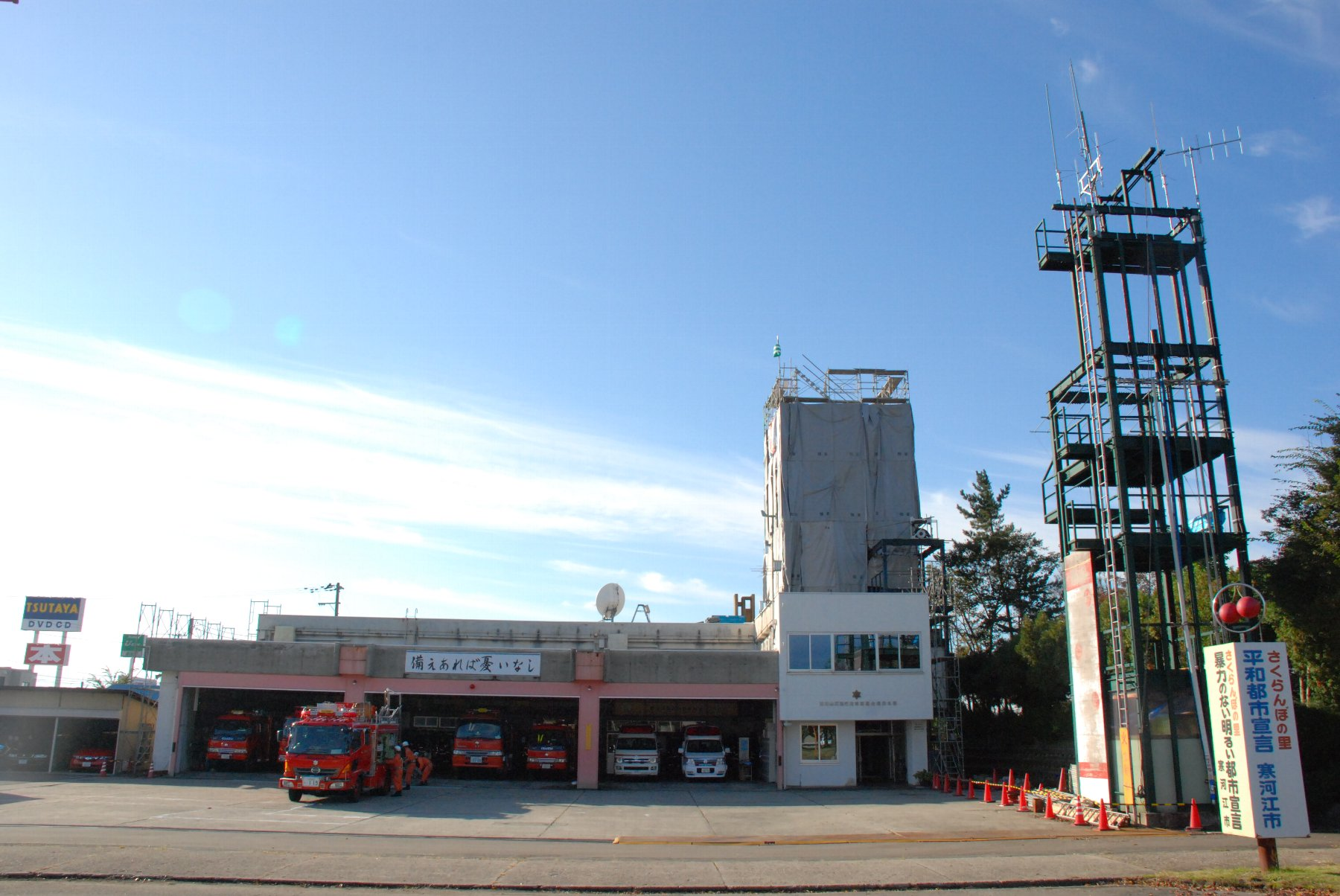
消防本部

## 概要
以下の業務を行っている。
- 西村山広域市町村圏計画の策定及び当該計画に基づく事業の実施及び連絡調整に関する事務
- 消防（消防団及び消防水利に関する事務を除く。）及び救急業務に関する事務
- 養護老人ホームの設置及び管理運営に関する事務
- 交通災害共済に関する事務
- 衛生処理場、火葬場の設置及び管理運営に関する事務

上記のうち、衛生処理場、火葬場の設置及び管理運営に関する事務については、河北町を除く、寒河江市、河北町、大江町、朝日町、西川町の共同処理事務となっている。
- 組合本部：寒河江市本町2丁目8番3号
- 消防本部：寒河江市大字西根字石川西300番地1
- 西村山広域行政事務組合寒河江地区クリーンセンター：寒河江市大字日田字平田232番地

## 組織
- 議会
- 理事会
  - 会計管理者
    - 会計課

  - 養護老人ホーム明鏡荘
  - 寒河江地区クリーンセンター・斎場
  - 事務局
  - 消防本部（総務課、予防課、警防課）
    - 消防署
- 監査委員

## 斎場

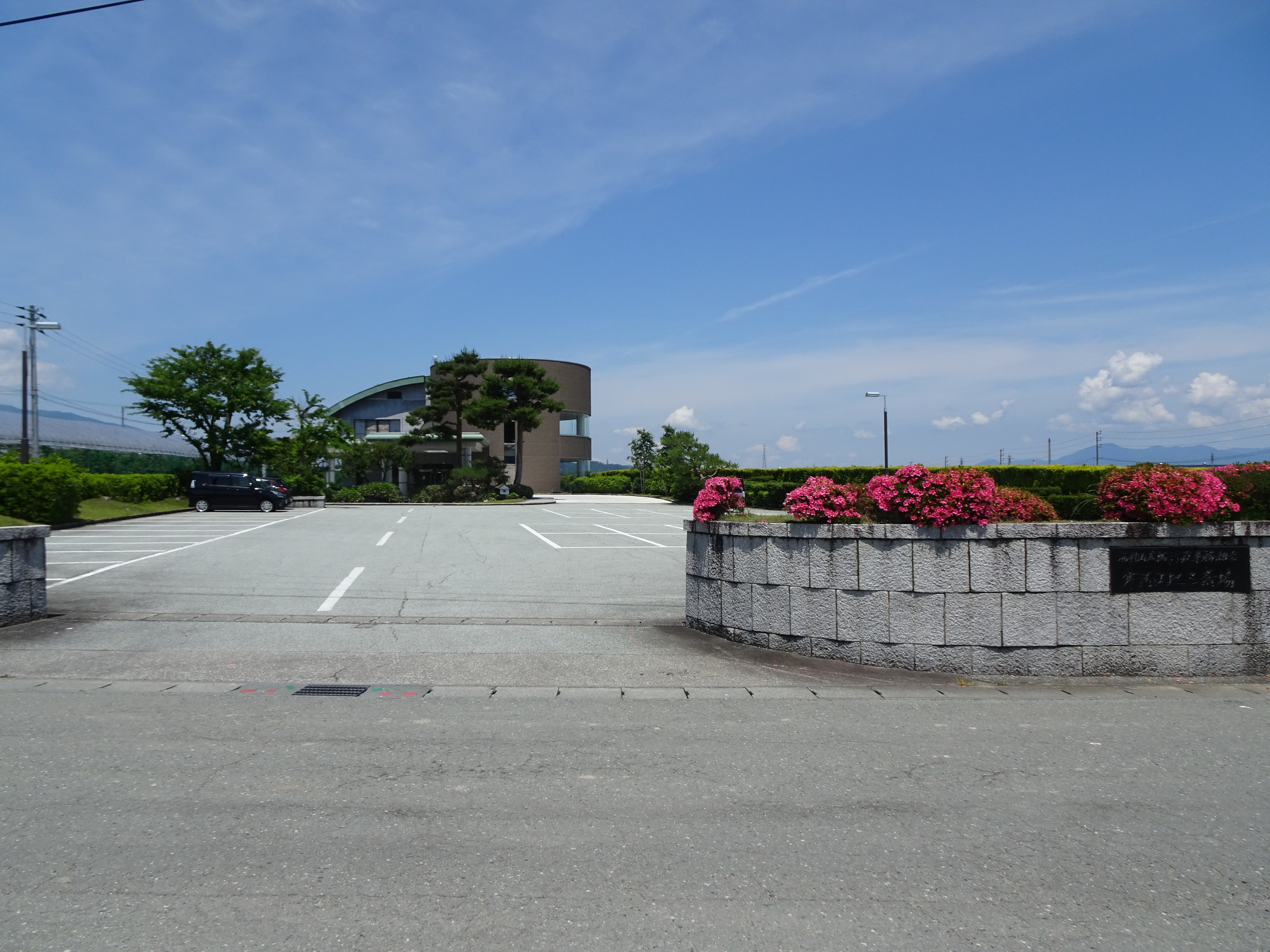
寒河江地区斎場

### 名称・所在地
寒河江地区斎場：山形県寒河江市大字柴橋字平野3281番地2

### 施設概要
1階
- エントランスホール
- 告別ホール
- 炉前ホール
- 火葬炉 4基（冷却前室付台車式大型火葬炉）、胞衣炉 1基
  - 所要時間は、収骨を含めて1時間30分前後
- 収骨室 2室
- 事務室、炉室、炉監視室、集灰室、ポンプ室、物品庫、休憩室、湯沸室、遺体保冷庫
- トイレ（多目的トイレ有り）

2階
- 待合ホール
- 待合室 3室
- 湯沸室
- 売店
- トイレ
- 火葬炉機械室、発電機、バルコニー

その他施設：倉庫、霊灰堂、庭園、駐車場（40台収容）

### 使用料・その他
- 死亡者が組合市町住民（河北町を除く）の場合は無料。ただし、遺体保冷庫の使用、胞衣・肢体の火葬は、組合市町住民の場合でも有料。
- 受け入れ可能な柩の大きさは、高さ50cm、幅60cm、長さ2.0m以内。
- 1月1日と、友引の日は休業。

## 消防署
| 消防署                         | 住所                             | 分署 |
| ------------------------------ | -------------------------------- | --- |
| 西村山広域行政事務組合消防本部 | 寒河江市大字西根字石川西300番地1 | 河北：河北町谷地字田中212番地4 大江：大江町大字本郷字原田丁373番地1 朝日：朝日町大字宮宿字元宿1115番地 西川：西川町大字海味字山ギシ521番地1 |